# Union Company

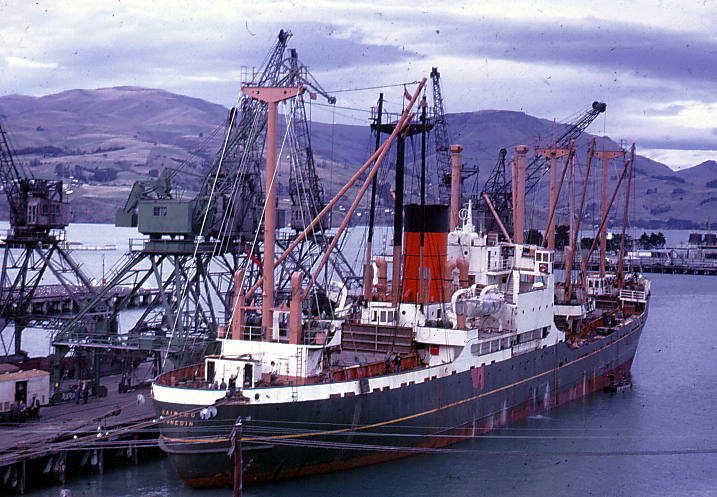
La nave Kaimiro della Union Company a Lyttelton (1968)

La Union Company, Union Steam Ship Company (USS Co), o Union Line è un'azienda nata a Dunedin, Nuova Zelanda nel 1875.
Nel 1907 viene venduta alla P&O Line.